# Sol Plaatje Local Municipality
Sol Plaatjie bzw. Sol Plaatje (englisch Sol Plaatje Local Municipality) ist eine Lokalgemeinde im Distrikt Frances Baard der südafrikanischen Provinz Nordkap. Der Sitz der Gemeindeverwaltung befindet sich in Kimberley. Bürgermeister ist Patrick Mabilo.
Benannt ist die Lokalgemeinde nach dem Politiker Solomon Thekiso Plaatje.

## Städte und Orte
| - Agisanang - Albertynshof - Ashburnham - Beaconsfield - Boikhutsong - Cassandra - Colville - Donkerhoek | - Enerstville - Galeshewe - Herlear - Kagiso - Kimberley - Motswedimosa - Rietvale - Vergenoeg |

## Bevölkerung
Im Jahr 2011 hatte die Gemeinde 248.041 Einwohner. Davon waren 61,2 % schwarz, 27,4 % Coloured und 7,5 % weiß. Gesprochen wurde zu 44,6 % Afrikaans, zu 32,7 % Setswana, zu 7,9 % Englisch, zu 5,5 % isiXhosa, zu 2,5 % Sesotho und zu 1,3 % isiZulu.